# Bilgategin
Bilgatigin o Bilgetegin (Bilga Tegin, Bilgatakin, Bilgatekin) (mort 975) era el cap de la guàrdia turca de Gazni quan va morir el sultà Abu Ishaq ben Alptegin. Els seus companys caps de l'exèrcit el van escollir com a nou sultà. Fou vassalls dels samànides.
Va deixar la reputació d'un excel·lent cap i persona íntegra. Va morir l'any 975 i li va succeir un altre dels caps militars turcs, que portava el nom de Piri o Piritegin (Piri Takin, Piritagin, Piri Tegin).